# 야낭
야낭(yanang, 학명: Tiliacora triandra 틸리아코라 트리안드라[*])은 방기과의 여러해살이 덩굴식물이다. 원산지는 인도차이나반도이다. 라오스 및 인접한 태국의 이산 지역에서는 "야낭"(라오어: ຢານາງ, 이산어·태국어: ย่านาง), 베트남에서는 "스엉섬(베트남어: sương sâm)", 캄보디아에서는 "이어우(크메르어: យាវ)"라 부른다.

## 사진

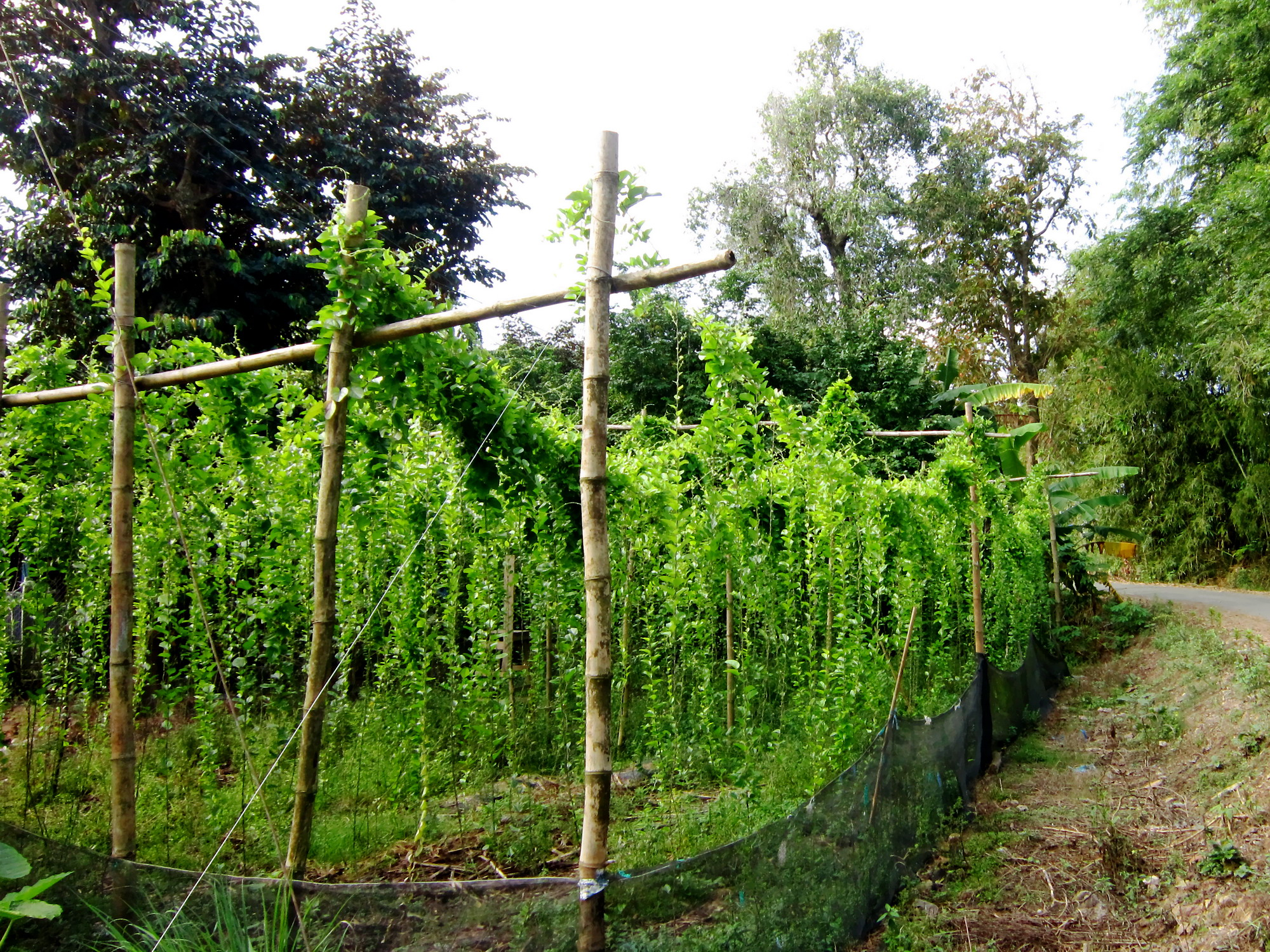
야낭 재배지
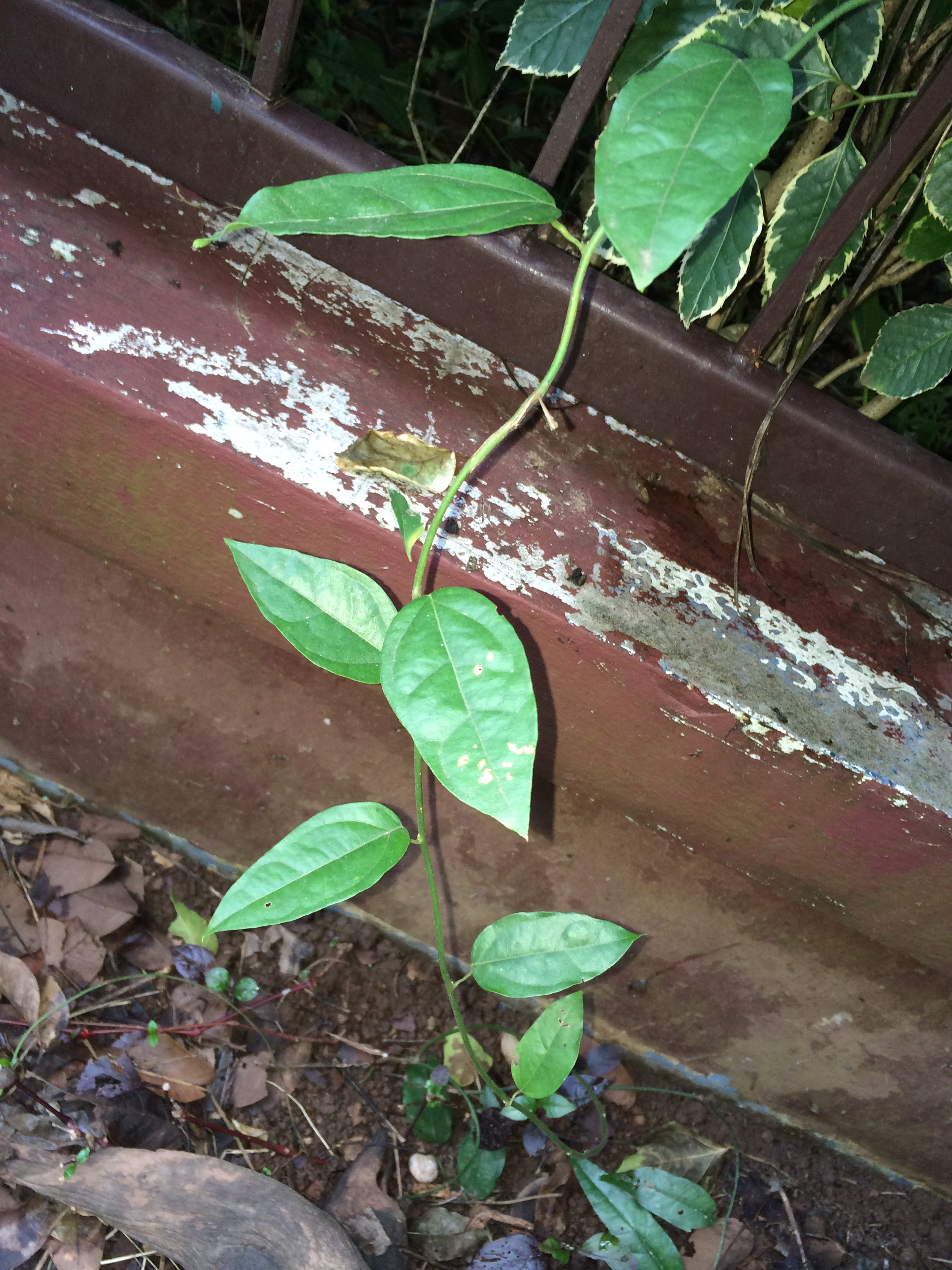
잎
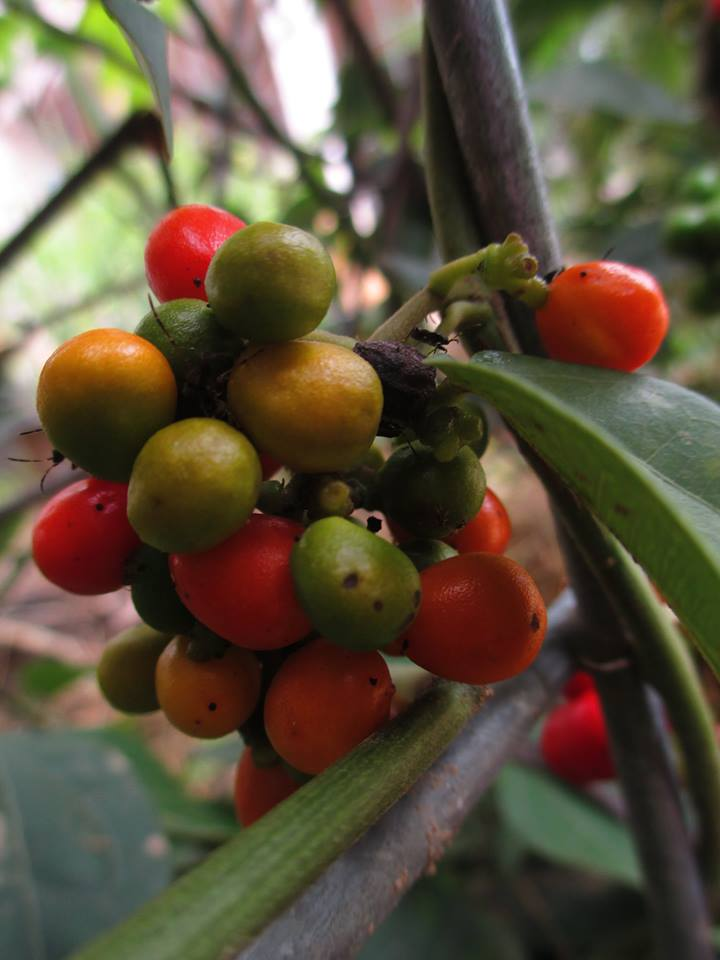
열매
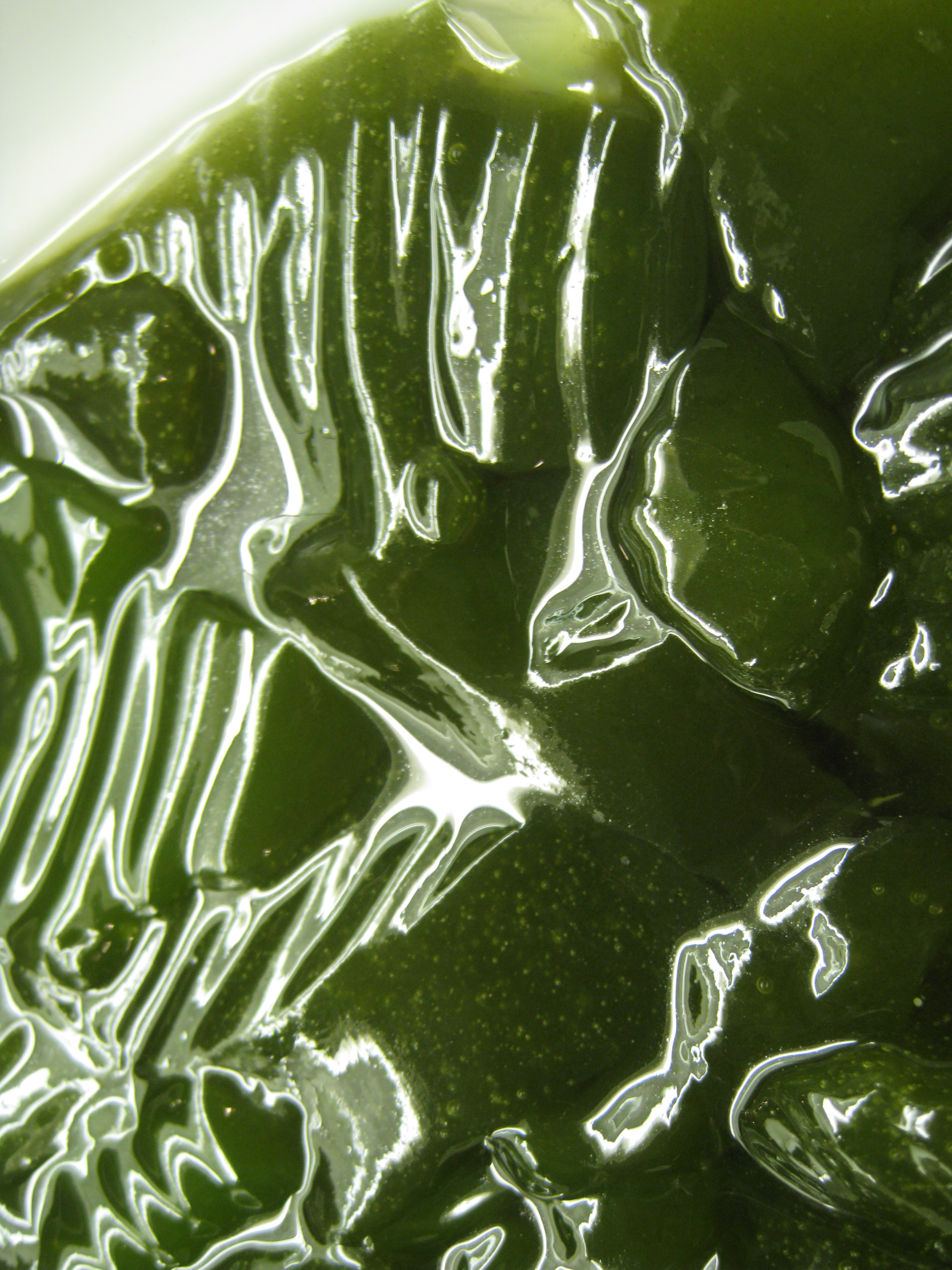
남 야낭 (야낭물)